# Virginia Ogando
Virginia Ogando, conocida también como Vicky (La Plata, junio de 1973 - Mar del Plata, 15 de agosto de 2011) fue una militante de la agrupación H.I.J.O.S., hija de Jorge Oscar Ogando y Stella Maris Montesano (detenidos desaparecidos), hermana de Martín Ogando Montesano, el nieto recuperado número 118, y nieta de Delia Giovanola, una de las doce fundadoras de la Asociación Abuelas de Plaza de Mayo.

## La desaparición de sus padres
Nació en junio de 1973. Sus padres eran Stella Maris Montesano, una abogada platense, y Jorge Oscar Ogando, empleado del Banco Provincia de Buenos Aires. Ellos muy probablemente fueran militantes del PRT-ERP, aunque su militancia no era conocida en ese entonces por sus familiares.
La pareja prestaba su casa para reuniones y en 1976, por pedido de un primo de Jorge, alojaron a un joven que desapareció en agosto de ese año. En octubre de 1976 Stella Maris se hallaba embarazada de 8 meses de su segundo hijo. Es en ese entonces, más precisamente el 16 de octubre, ambos fueron secuestrados en su domicilio de La Plata ubicado en calle 12 entre 68 y 69. Luego de la desaparición de Jorge y Stella Maris, le avisaron por teléfono a Delia Giovanola, madre de Jorge Oscar, de lo sucedido y que su nieta Virginia había quedado abandonada, durmiendo en su cuna. Delia se hizo cargo de Virginia, jubilándose al año siguiente para dedicarse a la crianza de su nieta.
De sus padres, se ha podido reconstruir que ambos fueron llevados a distintos campos clandestinos de detención, como el llamado "Pozo de Banfield", donde Stella Maris dio a luz a su hijo en la cocina del lugar, sin que le quitaran las esposas y con los ojos vendados, mientras estaba arriba de una chapa. El bebé, al que llamó Martín, le fue arrebatado de inmediato. Por lo que se pudo reconstruir, Jorge Oscar Ogando llegó a enterarse. Después del parto fue llevada al CCD "Pozo de Quilmes". El fue luego llevado al "Pozo de Arana", también llamado "estancia la Armonía". Ambos se encuentran desaparecidos desde entonces.

## Vida adulta
Luego de la desaparición de sus padres, su abuela Delia comenzó a buscar durante varios meses a sus familiares sola y sin apoyo. A comienzos de 1977 integró el primer grupo de madres y familiares que se comenzaron a reunir en la Plaza de Mayo, que luego fue conocido como Madres de Plaza de Mayo. Cuando era niña Virginia acompañaba a Delia en las rondas de las Abuelas alrededor de la Plaza de Mayo. Ella comentaba que se la pasaba jugando con las palomas y que de chica no profundizó en la búsqueda de su hermano. Algo que comenzó a motivarla cuando cumplió dieciocho años y empezó a interesarse en la historia de sus padres y a acompañar a su abuela activamente en la búsqueda de su hermano Martín. En su búsqueda, participó incluso del programa de Franco Bagnato Gente que busca gente. Durante años participó del activismo de Abuelas y de HIJOS, y le escribió cartas a su hermano desaparecido.

Tuvo dos hijos y trabajó en la secretaria de Derechos Humanos del Banco Provincia. El 15 de agosto de 2011, a los 38 años de edad y tras sufrir una prolongada depresión, se suicidó en la ciudad de Mar del Plata donde se encontraba de paso. Se puede considerar a Virginia otra víctima de la última dictadura militar, dado que su muerte se vincula con las profundas secuelas traumáticas de su historia personal, incluyendo las continuas decepciones en la búsqueda de su hermano. El entonces secretario de Derechos Humanos, Eduardo Luis Duhalde afirmó que: 
ni el afecto de su abuela y demás familiares, compañeros y amigos, ni la asistencia psicológica, pudieron en su caso contra las huellas imborrables de aquel descenso a los infiernos del terrorismo de Estado (…) su muerte es también un crimen imputable a los genocidas

## Hermano recuperado
Entre 2006 y 2008, las Abuelas de Plaza de Mayo recibieron varias denuncias anónimas sobre un joven, inscripto como hijo propio por un matrimonio, que podría haber nacido en un centro clandestino de detención y por lo tanto ser hijo de desaparecidos. El 30 de marzo de 2015, este hombre contactó a Abuelas con sospechas de ser hijo de desaparecidos, por lo que se inició una investigación documental. Como el joven residía en el extranjero desde hacía 15 años, se organizó la extracción de sangre a través del consulado argentino en su ciudad de residencia en Estados Unidos. De esta forma, el 5 de noviembre de 2015, el Banco Nacional de Datos Genéticos confirmó que el hombre era hijo de Stella Maris y Jorge, desaparecidos durante la última dictadura militar. Para este estudio se empleó la sangre de Virginia, la cual permitió cotejar que Martín era nieto de Delia con un 99,99 % de probabilidad. En su caso, había sido adoptado por una pareja que en todo momento le habían dicho que era adoptado, incluso le expresaron sospechas de que podía ser hijo de detenidos desaparecidos; sin embargo, el esperó a que ambos murieran para iniciar la búsqueda de sus padres biológicos. Delia, abuela de ambos, dijo estar feliz por haber cumplido su promesa tras la desaparición de su hijo y poder decir ahora «misión cumplida». También dijo que la mano de Virginia le «guiaba permanentemente» y que no solo había cumplido con Martín sino que también con ella.

## Homenajes
En la sede central del Banco Provincia de Buenos Aires existe un Espacio de la Memoria "Virginia Ogando", que tiene como finalidad recordar a los trabajadores de la entidad bancaria desaparecidos durante la última dictadura cívico militar.